# إليزابيث شو
إليزابيث شو جودسون (بالإنجليزية: Elisabeth Shue)‏ ولدت في 6 أكتوبر 1963 في ويلمنتجون. هي ممثلة اميركية ومنتجة مثلت في العديد من الأفلام الناجحة منها طفل الكاراتيه 1984 وفيلم مغادرة لاس فيغاس 1995 فائز بخمس جوائز تمثيل ورشح لجائزة الأوسكار.

## فيلموغرافيا
| عام  | عنوان                     | دور                        | ملاحظة |
| ---- | ------------------------- | -------------------------- | --- |
| 1984 | فتى الكاراتيه             | Ali Mills                  | |
| 1986 | Link                      | Jane Chase                 | Nominated—جائزة زحل لأفضل ممثلة |
| 1987 | Double Switch             | Kathy Shelton              | TV film (ABC) |
| 1987 | Adventures in Babysitting | Chris Parker               | |
| 1988 | كوكتيل                    | Jordan Mooney              | |
| 1989 | العودة إلى المستقبل 2     | Jennifer Parker/McFly      | |
| 1990 | العودة إلى المستقبل 3     | Jennifer Parker            | |
| 1991 | Soapdish                  | Lori Craven                | |
| 1991 | The Marrying Man          | Adele Horner               | |
| 1993 | Twenty Bucks              | Emily Adams                | |
| 1993 | Heart and Souls           | Anne                       | |
| 1994 | Radio Inside              | Natalie                    | |
| 1994 | Blind Justice ‏            | Caroline                   | TV film |
| 1995 | مغادرة لاس فيغاس          | Sera                       | - Chicago Film Critics Association Award for Best Actress - Dallas-Fort Worth Film Critics Association Award for Best Actress - جائزة الروح المستقلة لأفضل ممثلة رئيسية - جائزة جمعية نقاد السينما في لوس انجلوس لأفضل ممثلة [الإنجليزية] - جائزة الجمعية الوطنية للنقاد السينمائيين لافضل ممثلة [الإنجليزية] - Nominated—جائزة الأوسكار لأفضل ممثلة - Nominated—جائزة البافتا لأفضل ممثلة في دور رئيسي - Nominated—Chlotrudis Award for Best Actress - Nominated—جائزة غولدن غلوب لأفضل ممثلة - فيلم دراما - Nominated—جائزة نقابة ممثلي الشاشة للأداء المتميز لممثلة في دور رئيسي [الإنجليزية] |
| 1995 | Underneath                | Susan Crenshaw             | |
| 1996 | The Trigger Effect        | Annie Kay                  | |
| 1997 | The Saint ‏                | Dr. Emma Russell           | |
| 1997 | Deconstructing Harry      | Fay                        | |
| 1998 | Cousin Bette ‏             | Jenny Cadine               | |
| 1998 | Palmetto                  | Mrs. Donnelly/Rhea Malroux | |
| 1999 | Molly                     | Molly McKay                | |
| 2000 | رجل مجوف                  | Linda McKay                | |
| 2001 | Amy & Isabelle            | Isabelle Goodrow           | |
| 2002 | Tuck Everlasting ‏         | Narrator                   | voice only |
| 2004 | Mysterious Skin           | Mrs. McCormick             | |
| 2005 | هايد آند سيك              | Elizabeth                  | |
| 2005 | الحالم (فيلم 2005)        | Lilly Crane                | |
| 2007 | First Born                | Laura                      | |
| 2007 | غراسي                     | Lindsay Bowen              | also producer, loosely based on her own childhood |
| 2008 | Hamlet 2                  | Herself                    | |
| 2009 | Don McKay                 | Sonny                      | |
| 2010 | بيرانا 3D                 | Sheriff Julie Forester     | |
| 2010 | Waking Madison            | Dr. Elizabeth Barnes       | |
| 2012 | بيت في نهاية الشارع       | Sarah                      | |
| 2012 | Russian of Gold           | Green Duck                 | |
| 2012 | ينابيع الأمل              |                            | |
| 2012 | '                         | Julie Finlay               | Series regular (9 episodes to date) |
| 2012 | أميريكان داد!             | Herself                    | 1 episode, voice only |
| 2018 | ديث وش                    | لوسي روز كيرسي             | |

## وصلات خارجية
- إليزابيث شو على موقع IMDb (الإنجليزية)
- إليزابيث شو على موقع ميتاكريتيك (الإنجليزية)
- إليزابيث شو على موقع روتن توميتوز (الإنجليزية)
- إليزابيث شو على موقع مونزينجر (الألمانية)
- إليزابيث شو على موقع ألو سيني (الفرنسية)
- إليزابيث شو على موقع ميوزك برينز (الإنجليزية)
- إليزابيث شو على موقع تيرنر كلاسيك موفيز (الإنجليزية)
- إليزابيث شو على موقع أول موفي (الإنجليزية)
- إليزابيث شو على موقع قاعدة بيانات برودواي على الإنترنت (الإنجليزية)
- إليزابيث شو على موقع قاعدة بيانات الأفلام السويدية (السويدية)
- Elisabeth Shue at FEARnet

سي اس آي: التحقيق في موقع الجريمة